# 游王廷
游王廷，别號泰来，江西撫州府臨川縣民籍。

## 生平
萬曆四十三年（1615年）乙卯科江西鄉試第七十一名舉人，四十四年（1616年）丙辰科三甲五十五名進士，刑部觀政，授湖廣蕲水县知县，四十六年本省同考。天啟二年（1625年），繇知縣行取，陞任禮部祠祭司主事，六年復除儀制司主事，本年升主客司员外郎，崇祯元年升精膳司郎中，二年調儀制司，本年升湖廣荆南道副使，升本省右參政，三年升河南按察使，官至湖廣布政使。

## 引用
1. ↑  《萬曆四十四年丙辰科進士序齒録》：游王廷，泰来，易五房，辛巳二月十四日生。
2. ↑  《禮部志稿》